# Bodensalmler
Die Bodensalmler (Characidiinae) sind eine von Panama bis Nordargentinien heimische Unterfamilie der Pracht- und Bodensalmler (Crenuchidae). Die meisten Arten leben im nördlichen Südamerika.

## Merkmale
Die kleinen Fische haben einen langgestreckten, im Querschnitt runden, am Bauch etwas abgeflachten Körper. Die paarigen Brust- und Bauchflossen sind verhältnismäßig groß. Die Rückenflosse befindet sich in der Körpermitte, die Afterflosse hat weniger als 14 Flossenstrahlen, die Schwanzflosse ist gegabelt. Eine Fettflosse kann vorhanden sein, aber auch fehlen. Das Seitenlinienorgan kann vollständig aber auch unvollständig sein. Bodensalmler werden nur zwei bis acht Zentimeter lang. Das Maul ist end- oder leicht unterständig. Der Oberkiefer kann bezahnt oder unbezahnt sein, der Unterkiefer hat zwei Reihen Zähne, konische oder dreispitzige vorn, konische hinten, die Praemaxillare hat eine Reihe kleiner, meist dreispitziger Zähne.

## Lebensweise
Bodensalmler leben meist in stehenden oder langsamfließenden Gewässern auf Sand- oder Steingrund, seltener über schlammigen Boden. Sie stützen sich mit dem Brustflossen vom Boden ab, so dass ihre Ruhestellung leicht schräg mit erhobenem Kopf ist. Ihre Fortbewegung ist ruckartig. Einige Arten der Gattung Characidium leben in schnell fließenden Bächen und können Stromschnellen überwinden, indem sie mit Hilfe der Brust- und Bauchflossen an der Unterseite von Felsen entlangklettern. Bodensalmler bilden keine Schwärme, sondern leben ortstreu in kleinen Revieren, die sie mit Drohgebärden gegenüber Nachbarn verteidigen. Sie ernähren sich zum größten Teil von Insektenlarven. Bodensalmler laichen paarweise zwischen Wasserpflanzen ab.

## Systematik
Es gibt neun Gattungen mit über 90 Arten.
- Bodensalmler (Characidiinae)
  - Gattung Ammocryptocharax

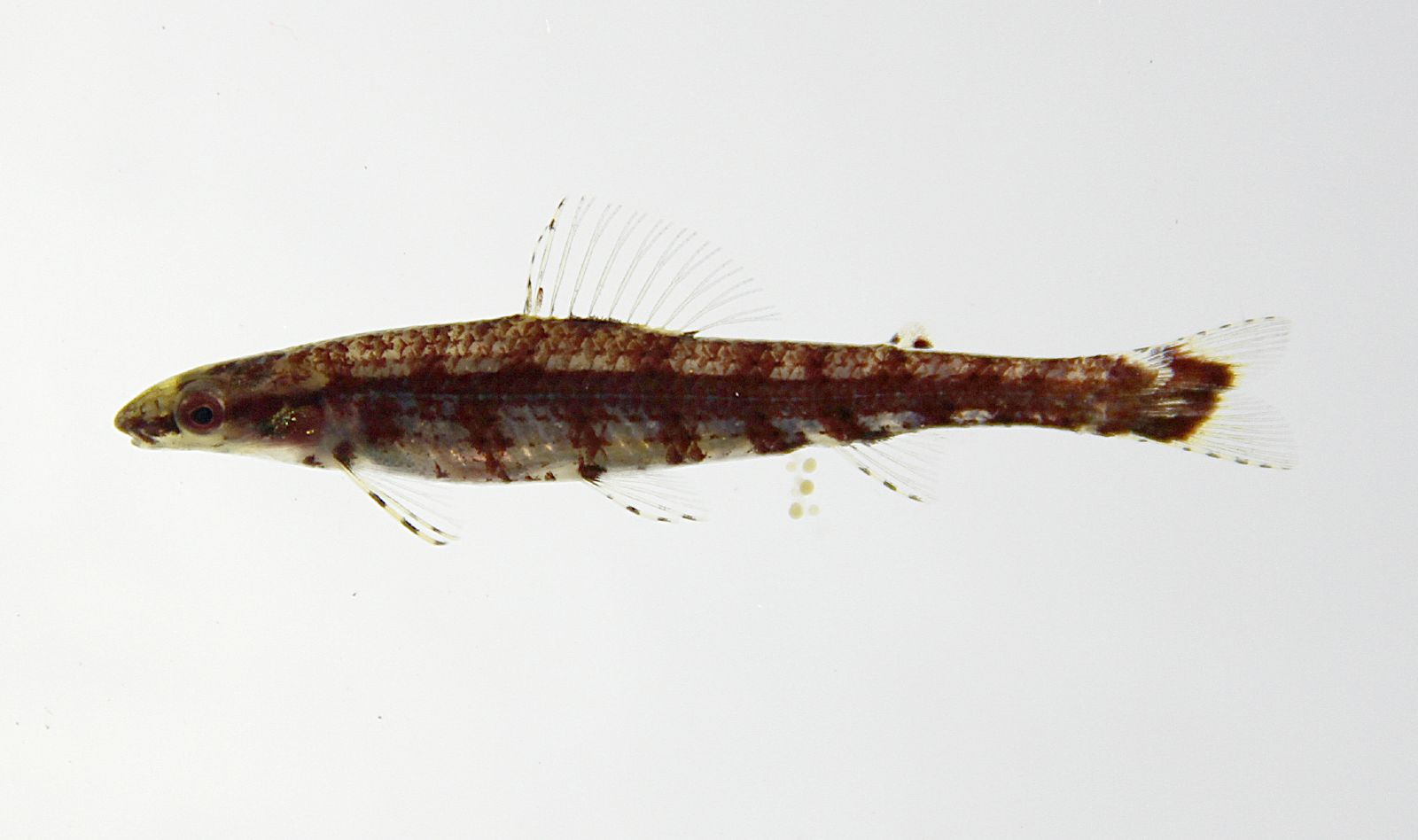
Ammocryptocharax sp.

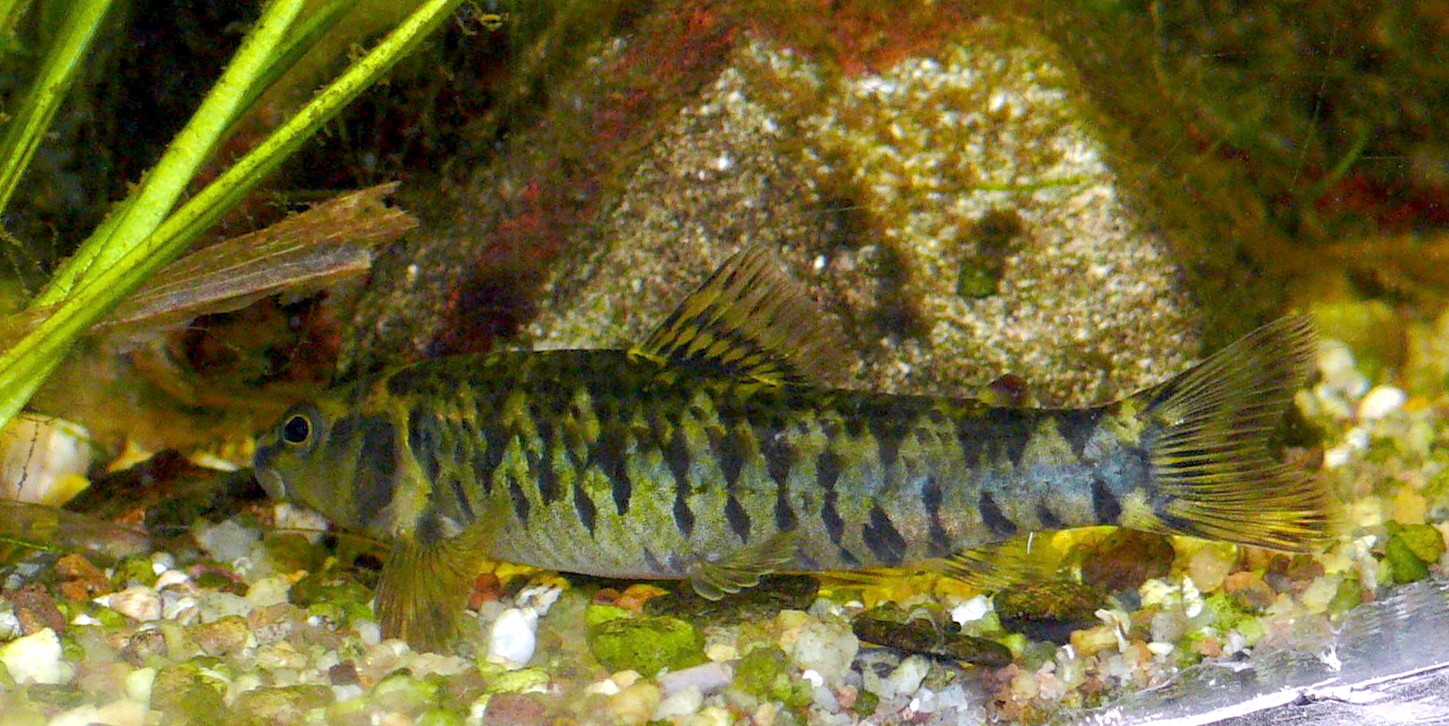
Characidium fasciatum

    - Ammocryptocharax elegans Weitzman & Kanazawa, 1976
    - Ammocryptocharax lateralis (Eigenmann, 1909)
    - Ammocryptocharax minutus Buckup, 1993
    - Ammocryptocharax vintonae (Eigenmann, 1909)

  - Gattung Characidium (Syn. Geryichthys)
    - Characidium alipioi Travassos, 1955
    - Characidium amaila Lujan, Agudelo-Zamora, Taphorn, Booth & López-Fernández, 2013
    - Characidium bahiense Almeida, 1971
    - Characidium bimaculatum Fowler, 1941
    - Characidium boavistae Steindachner, 1915
    - Characidium boehlkei Géry, 1972
    - Characidium bolivianum Pearson, 1924
    - Characidium borellii (Boulenger, 1895)
    - Characidium brevirostre Pellegrin, 1909
    - Characidium caucanum Eigenmann, 1912
    - Characidum chicoi da Graça et al., 2019
    - Characidium chupa Schultz, 1944
    - Characidium clistenesi Melo & Espíndola, 2016
    - Characidium crandellii Steindachner, 1915
    - Characidium cricarense Malanski et al. 2019
    - Characidium declivirostre Steindachner, 1915
    - Characidium deludens Zanata & Camelier, 2015
    - Characidium etheostoma Cope, 1872
    - Characidium etzeli Zarske & Géry, 2001
    - Characidium fasciatum Reinhardt, 1867
    - Characidium geryi (Zarske, 1997)[1]
    - Characidium gomesi Travassos, 1956
    - Characidium grajahuense Travassos, 1944
    - Characidium hasemani Steindachner, 1915
    - Characidium heinianum Zarske & Géry, 2001
    - Characidium heirmostigmata da Graça & Pavanelli 2008
    - Characidium helmeri Zanata et al., 2015
    - Characidium interruptum Pellegrin, 1909
    - Characidium japuhybense Travassos, 1949
    - Characidium kamakan Zanata & Camelier, 2015
    - Characidium lagosantense Travassos, 1947
    - Characidium lanei Travassos, 1967
    - Characidium laterale (Boulenger, 1895)
    - Characidium lauroi Travassos, 1949
    - Characidium litorale Leitão & Buckup, 2014
    - Characidium longum Taphorn, Montaña & Buckup, 2006
    - Characidium macrolepidotum (Peters, 1868)
    - Characidium marshi Breder, 1925
    - Characidium nana Mendonça & Netto-Ferreira, 2015
    - Characidium nupelia da Graça, Pavanelli & Buckup 2008
    - Characidium occidentale Buckup & Reis, 1997
    - Characidium oiticicai Travassos, 1967
    - Characidium orientale Buckup & Reis, 1997
    - Characidium papachibe Peixoto & Wosiacki, 2013
    - Characidium pellucidum Eigenmann, 1909
    - Characidium phoxocephalum Eigenmann, 1912
    - Characidium pteroides Eigenmann, 1909
    - Characidium pterostictum Gomes, 1947
    - Characidium purpuratum Steindachner, 1882
    - Characidium rachovii Regan, 1913
    - Characidium roesseli Géry, 1965
    - Characidium samurai Zanata & Camelier, 2014 
    - Characidium sanctjohanni Dahl, 1960
    - Characidium satoi Melo & Oyakawa, 2015
    - Characidium schindleri Zarske & Géry, 2001
    - Characidium schubarti Travassos, 1955
    - Characidium serrano Buckup & Reis, 1997
    - Characidium steindachneri Cope, 1878
    - Characidium sterbai (Zarske, 1997)[1]
    - Characidium stigmosum Melo & Buckup, 2002
    - Characidium summum Zanata & Ohara, 2015
    - Characidium tapuia Zanata, Ramos & Oliveira-Silva 2018
    - Characidium tenue (Cope, 1894)
    - Characidium timbuiense Travassos, 1946
    - Characidium travassosi Melo et al., 2016
    - Characidium vestigipinne Buckup & Hahn, 2000
    - Characidium vidali Travassos, 1967
    - Characidium xanthopterum Silveira et al., 2008
    - Characidium xavante da Graça et al., 2008
    - Characidium zebra Eigenmann, 1909

  - Gattung Elachocharax
    - Elachocharax geryi Weitzman & Kanazawa, 1978
    - Elachocharax junki (Géry, 1971)
    - Elachocharax mitopterus Weitzman, 1986
    - Elachocharax pulcher Myers, 1927

  - Gattung Klausewitzia
    - Klausewitzia ritae Géry, 1965

  - Gattung Leptocharacidium
    - Leptocharacidium omospilus Buckup, 1993

  - Gattung MelanocharacidiumMelanocharacidium sp.

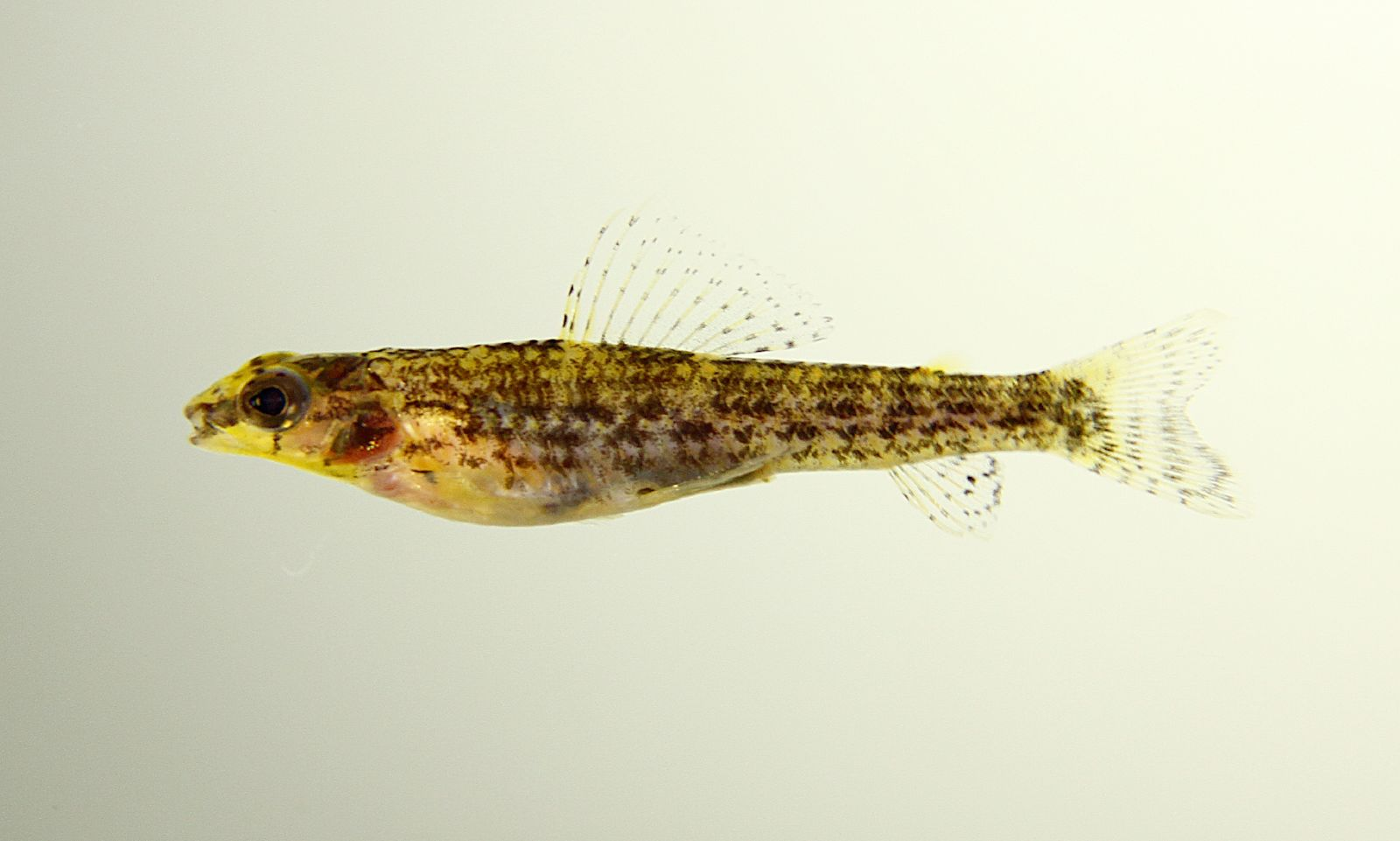
Melanocharacidium sp.

    - Melanocharacidium auroradiatum Costa & Vicente, 1994
    - Melanocharacidium blennioides (Eigenmann, 1909)
    - Melanocharacidium compressum Buckup, 1993
    - Melanocharacidium depressum Buckup, 1993
    - Melanocharacidium dispilomma Buckup, 1993
    - Melanocharacidium melanopteron Buckup, 1993
    - Melanocharacidium nigrum Buckup, 1993
    - Melanocharacidium pectorale Buckup, 1993
    - Melanocharacidium rex (Böhlke, 1958)

  - Gattung Microcharacidium
    - Microcharacidium eleotrioides (Géry, 1960)
    - Microcharacidium gnomus Buckup, 1993
    - Microcharacidium weitzmani Buckup, 1993

  - Gattung Odontocharacidium
    - Odontocharacidium aphanes (Weitzman & Kanazawa, 1977)

  - Gattung Skiotocharax
    - Skiotocharax meizon Presswell, Weitzman & Bergquist, 2000